# Hugues Babet
Œuvres principales
- Généalogie des comtes de Nassau
- Poème à Guillaume de la Baume, 1552

Hugues Babet (ou Babey, ou encore Babex) est un philosophe, poète, philologue et helléniste du XVIe siècle né en 1474 à Saint-Hyppolyte et mort le 19 août 1556 à Louvain. Il était aussi surnommé Hugues Babet de Saint-Hyppolyte ou en latin Hugo Babelus Hyppolytanus. Professeur de grec ancien itinérant, Il enseigna dans les plus grandes universités du Saint Empire comme Dole, Strasbourg, Heidelberg, Cologne et plus particulièrement Louvain.  

## Biographie
Hugues Babet naît en 1474 au sein d'une grande famille du Haut-Doubs. Il fréquente dans sa jeunesse, l'école de langues anciennes et de poésie latine, des chanoines de Saint-Hippolyte, son village natal. Il achève sa formation dans plusieurs universités françaises et allemandes. Il devient donc professeur de grec ancien itinérant et enseigna dans les plus grandes universités d’Allemagne. Il se fixe en 1532 à Louvain ou il enseigne les langues anciennes au prestigieux Collège des Trois-Langues,. Pendant cette période, il entreprend un voyage en Angleterre pour visiter les universités d'Oxford et Cambridge. Il y sera ensuite précepteur dans plusieurs grandes familles anglaises. Il voyage ensuite en Italie puis en Suisse ou il y rencontre Erasme et Beatus Rhénanus. 
Quelques années plus tard, revenu dans sa région, il enseigne le grec, le latin et l'hébreu à l'université de Dole. Il se lie d'amitié avec le poète Claude Frontin et l'humaniste Gilbert Cousin avec lesquels il partage les mêmes convictions dans le domaine des lettres et de l'enseignement. Il devient à cette même époque, précepteur d'enfants de grandes familles comtoise comme  Antoine Perrenot de Granvelle qui lui conserva toute sa vie, une grande estime. À cette même époque, il est l'auteur d'un célèbre poème en latin, qui restera son œuvre la plus fameuse, sur la mort du jeune Guillaume de La Baume survenue en 1546, frère du futur archevêque de Besançon Claude de la Baume et élève de son ami Gilbert Cousin. En retour, son ami, lui dédia et adressa son ouvrage Description de la Franche-Comté en 1552.   
En 1548, il est choisi, avec son ami Francois Richardot, pour enseigner les belles lettres au nouveau collège Granvelle de Besançon.  
Enfin en 1554, il retourne une ultime fois à Louvain ou il y meurt le 19 août 1556. Dans ses dernières années, Hugues Babet fréquentait Christine de Danemark; la nature de leur relation ne nous est pas connu. C'est elle qui l'accompagne pour son dernier voyage à Louvain. 
Babet est l'oncle du poète et antiquaire Jean-Jacques Boissard qui le suivit dans les universités allemandes ou il enseigna. Sans enfant à sa mort, Babet fit de lui, son héritier.

## Ouvrages
- Carmen de morte Guihelmi a Balma, (poème à Guillaume de la Baume), Bâle, 1552[11] (lire en ligne)
- Princeps hippocrates doctus dux esto Galenus: Me regem medici, dicit apollo chori[12]
- Généalogie des comtes de Nassau
- Description de Besançon, 1552[13]
- Poematia aliquot insigna recentium poetarum, Bale, 1557[5]